# Ủy ban Môi trường và Công trình công cộng Thượng viện Hoa Kỳ
Ủy ban Môi trường và Công trình công cộng Thượng viện Hoa Kỳ (tiếng Anh: United States Senate Committee on Environment and Public Works) chịu trách nhiệm giám sát vấn đề môi trường tự nhiên, xây dựng và nghiên cứu các vấn đề liên quan đến bảo vệ môi trường, bảo tồn và sử dụng tài nguyên.

## Thành viên của ủy ban trongQuốc hội khóa 117
| Đa số | Thiểu số |
| --- | --- |
| - Tom Carper, Delaware, Chủ tịch - Ben Cardin, Maryland - Bernie Sanders, Vermont - Sheldon Whitehouse, Rhode Island - Jeff Merkley, Oregon - Ed Markey, Massachusetts - Tammy Duckworth, Illinois - Debbie Stabenow, Michigan - Mark Kelly, Arizona - Alex Padilla, California | - Shelley Moore Capito, Tây Virginia, Thành viên Xếp hạng - Jim Inhofe, Oklahoma - Kevin Cramer, North Dakota - Cynthia Lummis, Wyoming - Richard Shelby, Alabama - John Boozman, Arkansas - Roger Wicker, Mississippi - Dan Sullivan, Alaska - Joni Ernst, Iowa - Lindsey Graham, Nam Carolina |

Ghi chú:
1. ↑  Bernie Sanders là chính khách độc lập, nhưng họp kín cùng Đảng Dân chủ.

## Chủ tịch Ủy ban

### Ủy ban Công trường công cộng, 1838–1857
| Tên | Tên                | Đảng    | Tiểu bang    | Nhiệm kỳ  |
| --- | ------------------ | ------- | ------------ | --------- |
|     | William S. Fulton  | Dân chủ | Arkansas     | 1838–1841 |
|     | John Leeds Kerr    | Whig    | Maryland     | 1841–1842 |
|     | William L. Dayton  | Whig    | New Jersey   | 1842–1845 |
|     | Simon Cameron      | Dân chủ | Pennsylvania | 1845–1846 |
|     | Jesse D. Bright    | Dân chủ | Indiana      | 1846–1847 |
|     | Robert M.T. Hunter | Dân chủ | Virginia     | 1847–1851 |
|     | James Whitcomb     | Dân chủ | Indiana      | 1851–1852 |
|     | Charles James      | Dân chủ | Rhode Island | 1852–1853 |
|     | James Bayard       | Dân chủ | Delaware     | 1853–1857 |

### Ủy ban Liên hợp Quốc hội Công trường và Khuôn viên công cộng, 1857–1883
| Tên | Tên                  | Đảng     | Tiểu bang     | Nhiệm kỳ  |
| --- | -------------------- | -------- | ------------- | --------- |
|     | Jesse D. Bright      | Dân chủ  | Indiana       | 1857–1861 |
|     | Solomon Foot         | Cộng hòa | Vermont       | 1861–1866 |
|     | B. Gratz Brown       | Cộng hòa | Missouri      | 1866–1867 |
|     | William P. Fessenden | Cộng hòa | Maine         | 1867–1869 |
|     | Justin S. Morrill    | Cộng hòa | Vermont       | 1869–1878 |
|     | Henry Dawes          | Cộng hòa | Massachusetts | 1878–1879 |
|     | Charles W. Jones     | Dân chủ  | Florida       | 1879–1881 |
|     | Edward H. Rollins    | Cộng hòa | New Hampshire | 1881–1883 |

### Ủy ban Công trường và Khuôn viên công cộng, 1883–1947
| Tên | Tên                  | Đảng     | Tiểu bang     | Nhiệm kỳ  |
| --- | -------------------- | -------- | ------------- | --------- |
|     | William Mahone       | Cộng hòa | Virginia      | 1883–1887 |
|     | Leland Stanford      | Cộng hòa | California    | 1887–1893 |
|     | George Vest          | Dân chủ  | Missouri      | 1893–1895 |
|     | Matthew S. Quay      | Cộng hòa | Pennsylvania  | 1895–1899 |
|     | Charles W. Fairbanks | Cộng hòa | Indiana       | 1899–1905 |
|     | Francis E. Warren    | Cộng hòa | Wyoming       | 1905      |
|     | Nathan B. Scott      | Cộng hòa | West Virginia | 1905–1911 |
|     | George Sutherland    | Cộng hòa | Utah          | 1911–1913 |
|     | Claude A. Swanson    | Dân chủ  | Virginia      | 1913–1918 |
|     | James A. Reed        | Dân chủ  | Missouri      | 1918–1919 |
|     | Bert M. Fernald      | Cộng hòa | Maine         | 1919–1926 |
|     | Irvine L. Lenroot    | Cộng hòa | Wisconsin     | 1926–1927 |
|     | Henry W. Keyes       | Cộng hòa | New Hampshire | 1927–1933 |
|     | Tom Connally         | Dân chủ  | Texas         | 1933–1942 |
|     | Francis Maloney      | Dân chủ  | Connecticut   | 1942–1945 |
|     | Charles O. Andrews   | Dân chủ  | Florida       | 1945–1947 |

### Ủy ban Công trình công cộng, 1947–1977
| Tên | Tên                 | Đảng     | Tiểu bang     | Nhiệm kỳ  |
| --- | ------------------- | -------- | ------------- | --------- |
|     | Chapman Revercomb   | Cộng hòa | West Virginia | 1947–1949 |
|     | Dennis Chavez       | Dân chủ  | New Mexico    | 1949–1953 |
|     | Edward Martin       | Cộng hòa | Pennsylvania  | 1953–1955 |
|     | Dennis Chavez       | Dân chủ  | New Mexico    | 1955–1962 |
|     | Patrick V. McNamara | Dân chủ  | Michigan      | 1962–1966 |
|     | Jennings Randolph   | Dân chủ  | West Virginia | 1966–1977 |

### Ủy ban Môi trường và Công trình công cộng, 1977–nay
| Tên | Tên                     | Đảng     | Tiểu bang     | Nhiệm kỳ  |
| --- | ----------------------- | -------- | ------------- | --------- |
|     | Jennings Randolph       | Dân chủ  | West Virginia | 1977–1981 |
|     | Robert T. Stafford      | Cộng hòa | Vermont       | 1981–1987 |
|     | Quentin N. Burdick      | Dân chủ  | North Dakota  | 1987–1992 |
|     | Daniel Patrick Moynihan | Dân chủ  | New York      | 1992–1993 |
|     | Max Baucus              | Dân chủ  | Montana       | 1993–1995 |
|     | John H. Chafee          | Cộng hòa | Rhode Island  | 1995–1999 |
|     | Bob Smith               | Cộng hòa | New Hampshire | 1999–2001 |
|     | Harry Reid              | Dân chủ  | Nevada        | 2001      |
|     | Bob Smith               | Cộng hòa | New Hampshire | 2001      |
|     | James Jeffords          | Độc lập  | Vermont       | 2001–2003 |
|     | James Inhofe            | Cộng hòa | Oklahoma      | 2003–2007 |
|     | Barbara Boxer           | Dân chủ  | California    | 2007–2015 |
|     | James Inhofe            | Cộng hòa | Oklahoma      | 2015-2017 |
|     | John Barrasso           | Cộng hòa | Wyoming       | 2017–2021 |
|     | Tom Carper              | Dân chủ  | Delaware      | 2021–nay  |